# Miguel Ángel Tojo
Miguel Ángel Tojo (Buenos Aires, 9 luglio 1943) è un ex calciatore argentino, di ruolo centrocampista.

## Palmarès

### Giocatore
- Campionato argentino: 1

San Lorenzo: 1968 Metropolitano

### Allenatore
- Giochi panamericani: 1

Santo Domingo 2003